# Gailtaler Almkäse

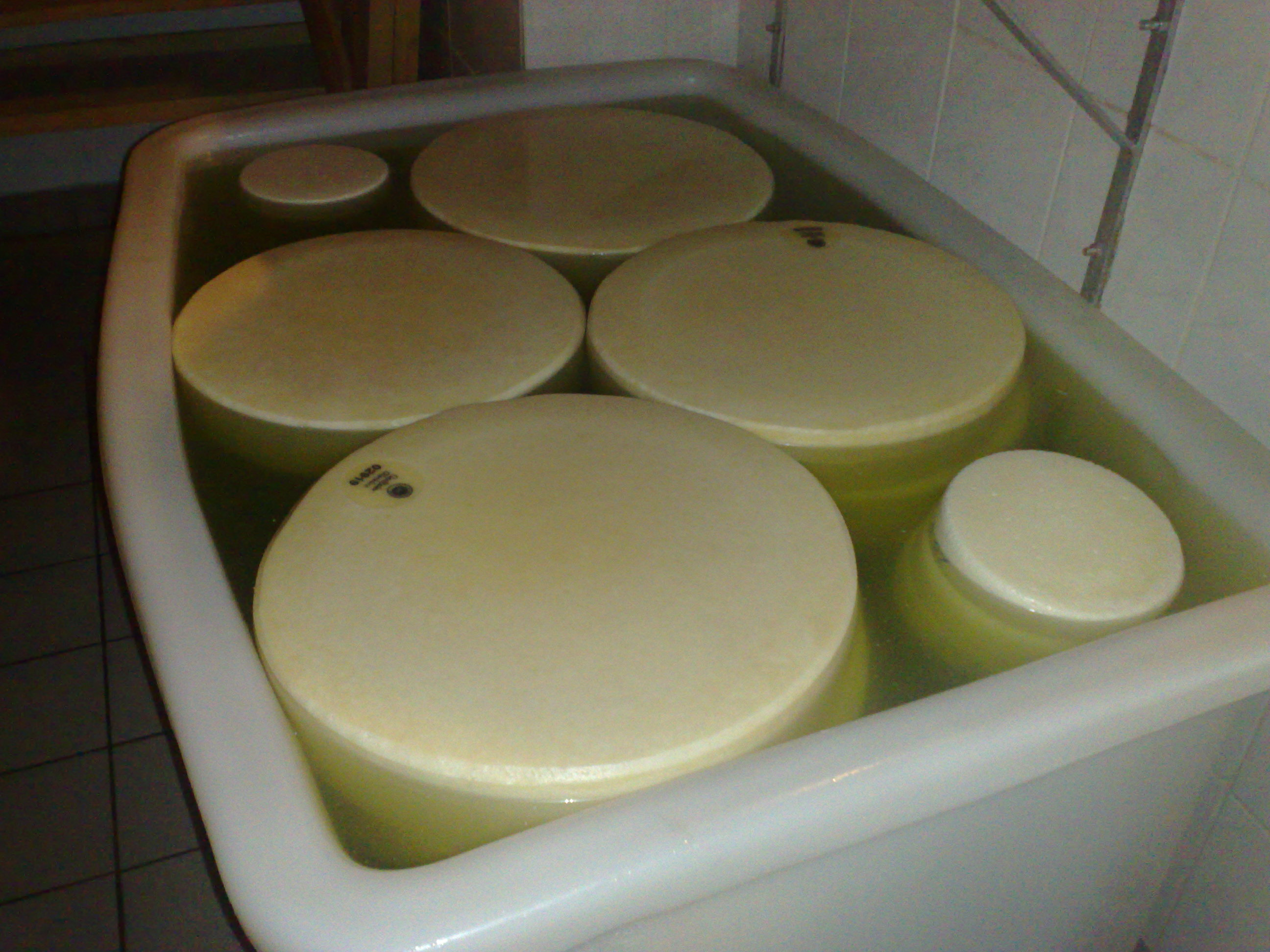
Gailtaler Almkäse en un baño de sal

Gailtaler Almkäse es un queso de Austria con denominación de origen protegida a nivel europeo. Se produce en la zona de las montañas del Alto Gailtal. El Gailtal (en esloveno, Ziljska dolina) es un valle de Austria meridional, situado entre Tirol del Este y Carintia. Toma el nombre del río Gail (en esloveno, Zilja, italiano Zeglia), afluente del Drava que la atraviesa por entero en dirección oeste-este. Este queso se elabora con leche cruda de vaca, parcialmente desnatada, a la que se puede añadir un máximo de 10% de leche de cabra. Tiene forma de rueda. Presenta una corteza seca, dura, de color amarillo con consistencia lisa. Es un queso tradicional, que ya se producía en el siglo XIV. La denominación actual data de los años 1950.
- Datos: Q5492100
- Multimedia: Gailtaler Almkäse / Q5492100